# Opération Earnest Will
Guerre Iran-Irak
Batailles
- Opération Kaman 99
- Bataille de Khorramchahr
- Siège d'Abadan
- Opération Morvarid

- Bataille de Nasr
- Attaque sur H-3

- Opération Samen-ol-A'emeh
- Victoire Indéniable
- Beit ol-Moqaddas
- Ramadan

- Opération Anfal
- Valfajr 2
- Valfajr 6
- Badr
- 1re bataille d'Al Faw
- Kerbala 5 et 6
- Nasr 4

- Opération Nous nous en remettons à Dieu
- Opération Mersad

- Opération Sugar
- Opération Earnest Will
- Opération Prime Chance
- Opération Eager Glacier
- Incident de Bridgeton
- Opération Praying Mantis

- Opération Opéra (raid israélien)
- Incident de l’USS Stark
- Vol Iran Air 655

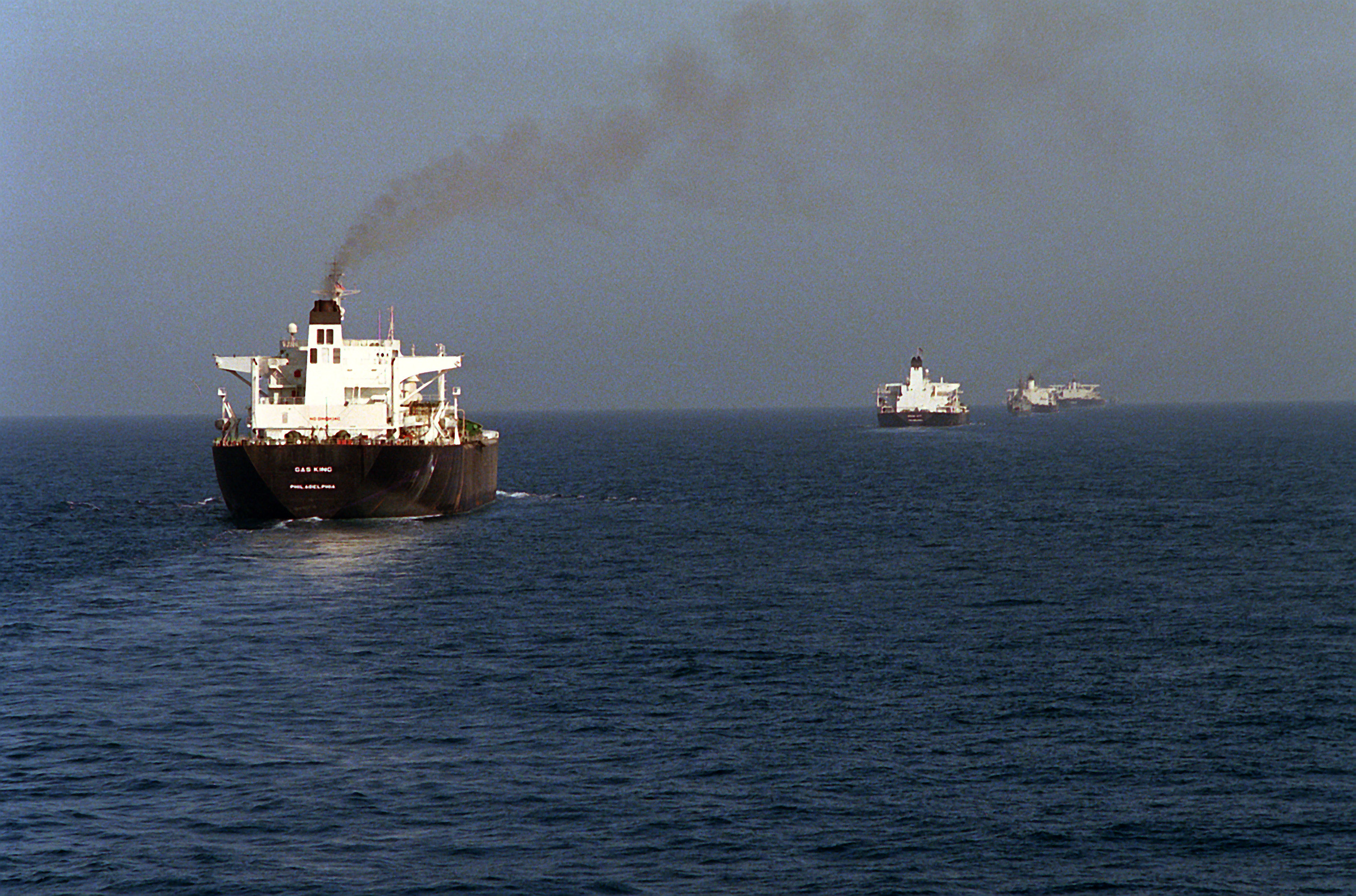
Convoi de pétroliers koweïtiens sous protection de l'US Navy en 1987 durant la guerre Iran-Irak.

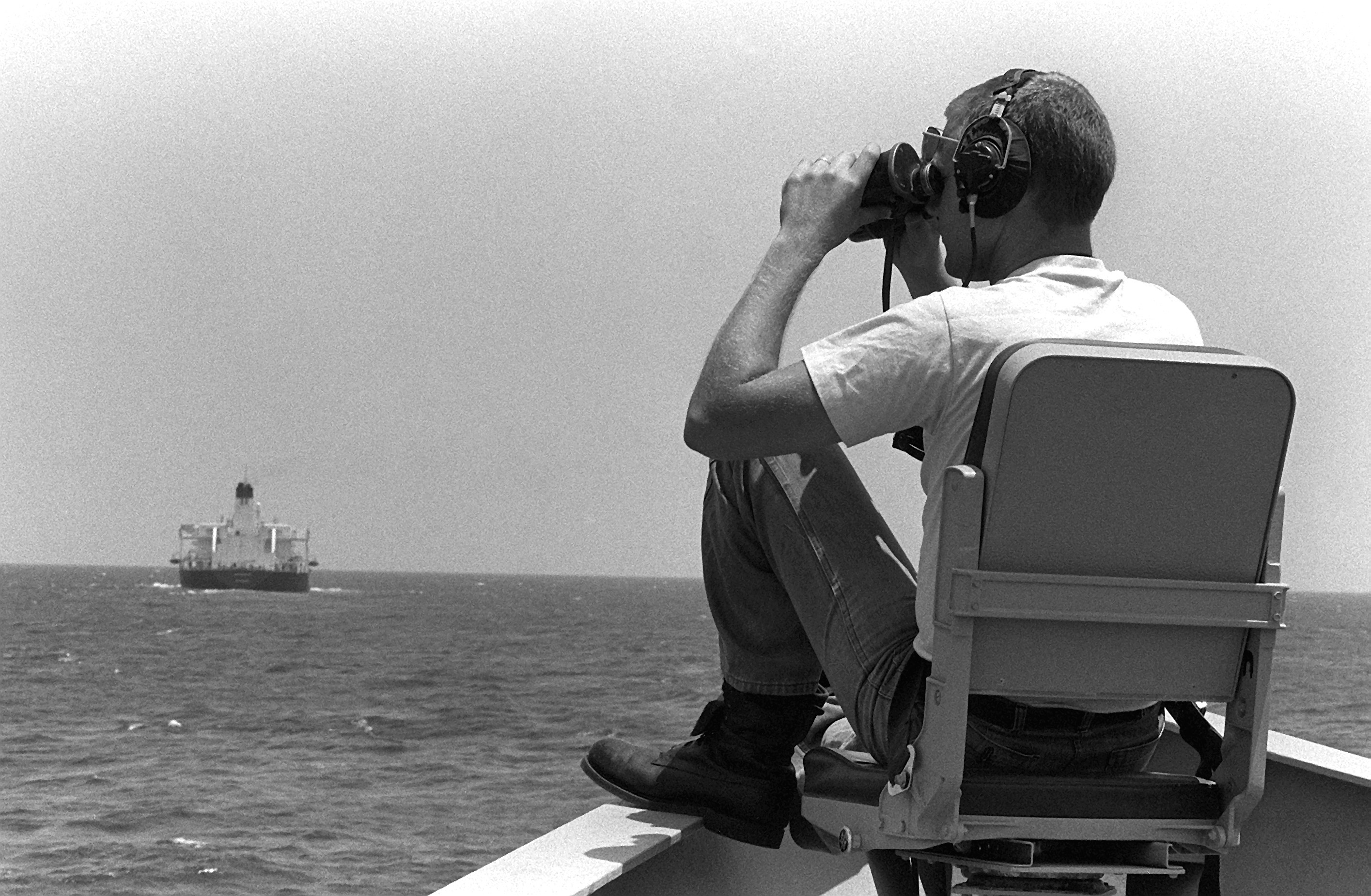
Un marin américain scrutant l'horizon à la recherche de mines navales iraniennes.

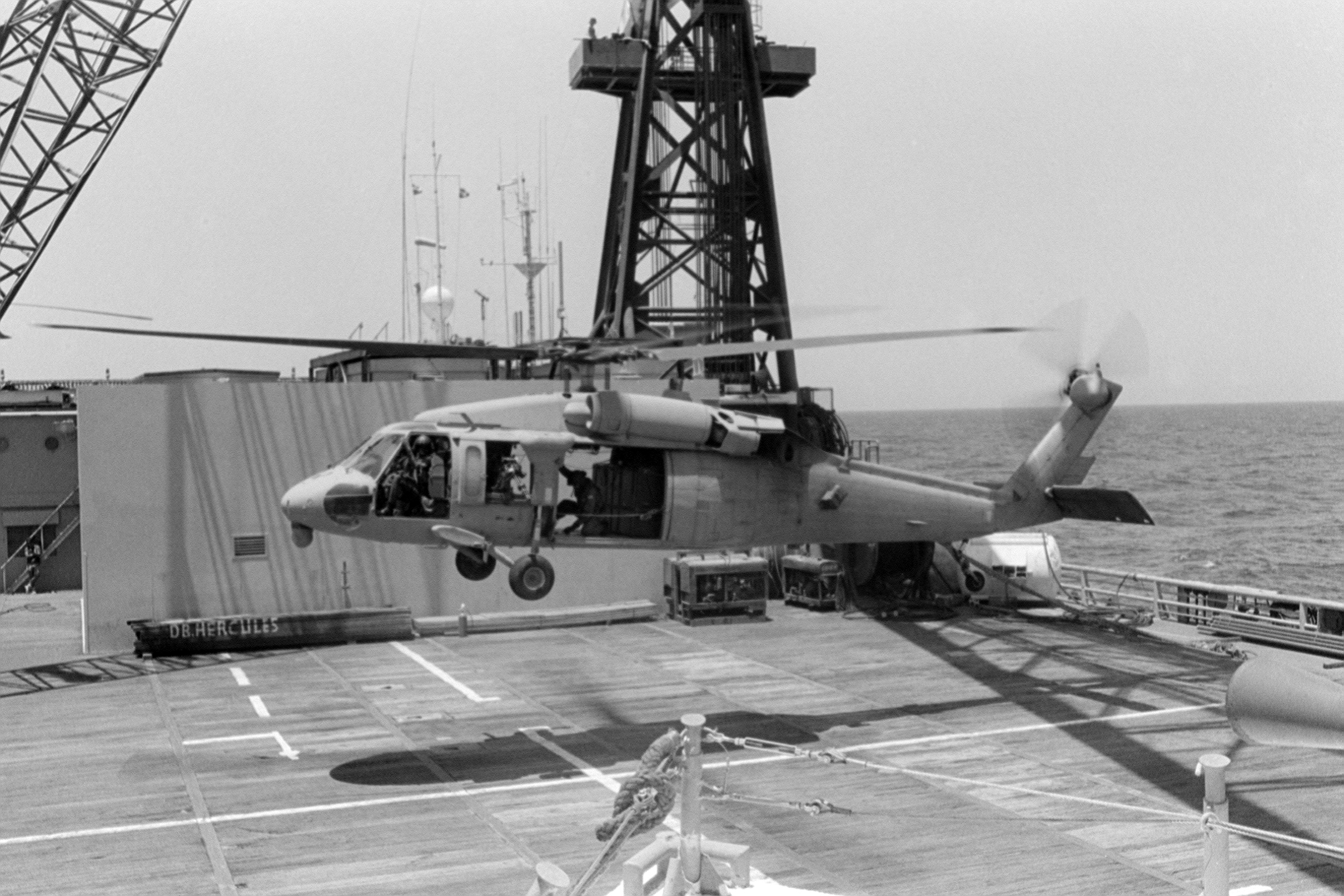
Un Sikorsky UH-60 Black Hawk durant l'opération, juin 1988.

L’opération Earnest Will (Volonté sincère) est le nom de code d'une opération menée par l'United States Navy du 21 juillet 1987 au 26 septembre 1988 visant à protéger les pétroliers koweïtiens des attaques iraniennes dans le golfe Persique.

## Historique
Sous les ordres du United States Naval Forces Central Command, les navires américains escortent les onze bâtiments koweïtiens concernés par cette mesure (8 pétroliers et 3 méthaniers), rebaptisés et arborant le pavillon des États-Unis, confiés chacun à un commandant américain épaulé par quelques réservistes de l’US Navy.
Un croiseur, un destroyer et deux frégates de la Middle East Task Force commandé par l'amiral Harold Bernsen escorteront toutes les deux semaines un convoi de pétroliers et de méthaniers du Koweït jusqu’à la sortie du détroit d’Ormuz, dans le golfe d’Oman. Le premier convoi quitte le terminal koweïtien d’Al-Ahmadi le 21 juillet en soirée. Le trajet, long de 1 300 kilomètres, longe la ligne d’interdiction maritime tracée par l’Iran et passe à proximité d’îlots et de plates-formes off-shore transformés en bases par le Corps des Gardiens de la révolution islamique (Pasdarans).
Les Boeing E-3 Sentry AWACS de l'United States Air Force fournissent des renseignements aux forces spéciales (SEAL et 160th Special Operations Aviation Regiment (Airborne) notamment) et à la marine qui déployé une importante aéronavale. La menace des mines marines a été initialement sous-estimée et la chaine de commandement peu claire, ce qui conduisit à ce qui est appelé Bridgeton incident ou alors que le superpétrolier SS Bridgeton (en) de 413 842 tonnes de port en lourd et le méthanier Gas Prince de 48 233 tpl avancés sous la protection de trois navires de guerre américains, le Brigteton est entré en collision le 24 juillet avec une des neuf mines déposé par une unité des pasdaran sur le trajet du convoi. Cela a déchiré sur 43 mètres carrés la coque du pétrolier qui a ralenti, mais ne s'est pas arrêté.
D'autres navires de la Septième flotte américaine ont également été impliqués dans Earnest Will. Au total, 1 porte-avions (USS Constellation (CVA-64)), 1 cuirassé (USS Missouri (BB-63), 1 porte-hélicoptères, 4 destroyers, 1 croiseur et 3 frégates ont participé à un moment ou un autre à l'opération[réf. nécessaire]. Après la réplique des États-Unis aux mouillages de mines, les attaques iraniennes contre les navires neutres ont ainsi chuté de manière drastique.